# Мэтьюз, Эплби
Эплби Мэтьюз (англ. Appleby Matthews; 1884 — 22 июня 1948, Бирмингем) — британский дирижёр.
В 1903 году основал хоровое общество в деревне Стадли в Уорикшире. В 1907 г. возглавил оркестр полиции города Бирмингема.
4 октября 1917 года дирижировал первым полным исполнением вокально-симфонического цикла Эдуарда Элгара «Дух Англии»; ранний биограф Элгара Дж. Ф. Порте называл Мэтьюза, наряду с Албертом Коутсом и Генри Вудом, среди лучших интерпретаторов его музыки. 10 октября 1918 года исполнил в Бирмингеме фрагменты симфонической поэмы Густава Холста «Планеты» спустя менее чем две недели после первого неофициального исполнения этого произведения в Лондоне. В 1920 году стал первым руководителем Бирмингемского городского оркестра и возглавлял его до 1924 года; в сезоне 1921/1922 гг. открыл цикл симфонических концертов для школьников. Гастролировал в Германии, представляя берлинской публике новинки британской музыки с Берлинским филармоническим оркестром. Выступал сторонником и пропагандистом трансляции музыки по радио как средства донести величайшие достижения искусства до широкого потребителя. В дальнейшем дирижировал городскими оперными постановками.